# Dendrobium toressae
Dendrobium toressae là một loài thực vật có hoa trong họ Lan. Loài này được (F.M.Bailey) Dockrill mô tả khoa học đầu tiên năm 1964.